# Théodosia (épouse de Léon V l'Arménien)
Théodosia (en grec : Θεοδοσία), née vers 775 et décédée après 826, est une impératrice byzantine, épouse de l'empereur Léon V l'Arménien. Elle est la fille d'Arsaber, un patricien byzantin. Le nom et le rang de son père sont mentionnés par l'écrivain byzantin Génésios et dans les textes de Théophane continué, recueil de travaux de différents auteurs ayant travaillé dans la lignée des chroniques de Théophane le Confesseur. Le nom de sa mère est inconnue.

## Famille
Son père Arsaber déclenche une révolte contre l'empereur Nicéphore Ier en 808 mais échoue. Cet épisode est décrit par l'historien écossais George Finlay : « En 808, un complot fut organisé afin de placer Arsaber, un patricien qui occupait la fonction de questeur ou ministre de la justice, sur le trône de l'Empire byzantin. Bien qu'Arsaber soit d'origine arménienne, de nombreuses personnes de rang à la cour byzantine le soutenaient. Nicéphore lui confisqua ses terres et le contraint à embrasser la vie monastique. »
Le nom du père de Théodora confirme les origines arméniennes de sa famille. Cependant les noms de ses ancêtres sont inconnues. Plusieurs généalogistes suggèrent que la famille descendrait des Kamsarakan, une famille noble arménienne,,.

## Mariage
Théodosia épouse Léon V l'Arménien. Celui-ci est un stratège sous le règne de l'empereur Nicéphore Ier. Son soutien à l'empereur contre la révolte de Bardanès Tourkos se révèle décisif et favorise la victoire de l'empereur. Léon V accède au trône après l'abdication de Michel Ier Rhangabé en 813.
Théodosia est la seule femme de Léon V qui soit indiquée dans les sources primaires. Toutefois, une interprétation des textes de Théophane continué laisse penser que Léon contracte un autre mariage avec une fille de Bardanès Tourkos. Cette interprétation ferait de Léon un beau-frère Thekla, une impératrice byzantine, première femme de Michel II. L'historien américain Warren Treadgold mentionne notamment cette théorie dans son livre Le renouveau byzantin, 780-842 (1988).
L'auteur byzantin Génésios indique que Procopia, la femme de Michel Ier , avait coutume d'appeler l'impératrice qui devait lui succéder "Barca". L'historien Treatgold avance qu'il s'agissait du nom de la première épouse de Léon, ce qui signifierait qu'elle épouse Léon alors qu'il est déjà empereur. Cependant, le mot "Barca" en grec signifie "bateau", ce qui peut suggérer qu'il s'agissait en fait d'un surnom moqueur pour désigner Théodosia.
Quel que soit son statut en tant que femme, Théodosia est impératrice lorsque Léon V est assassiné à Noël 820. Michel II monte alors sur le trône et oblige Théodosia et les fils de Léon V à s'exiler sur l'île de Proti. Le théologien et historien byzantin Jean Zonaras indique cependant qu'on ne les oblige pas à prononcer des vœux monastiques. Théodosia et ses fils peuvent par ailleurs conserver une partie des biens qui constituent la propriété personnelle de Léon V ainsi que les recettes associées. Grâce à ces revenus, ils peuvent continuer à disposer d'une petite cour de serviteurs. Le moine byzantin Théodore Studite aurait établi une correspondance avec l'ancienne impératrice entre 821 et sa propre mort en 826.

## Enfants
Tous les enfants connus de Léon V sont traditionnellement attribués à Théodosia. L'auteur byzantin Génésios indique qu'ils eurent quatre fils :
- Symbatios (Συμβάτιος), renommé Constantin, co-empereur de 814 à 820. Il fut castré et exilé après l'assassinat de son père.
- Basile, castré et exilé après l'assassinat de son père. Il aurait soutenu en 847 l'élection du patriarche Ignace de Constantinople.
- Grégoire, castré et exilé après l'assassinat de son père. Il aurait également soutenu l'élection du patriarche Ignace de Constantinople en 847.
- Théodose, mort en 820, décédé peu après sa castration.

L'existence d'une fille de Théodosia et Léon V est débattue par les historiens et les généalogistes. Certains avancent qu'elle se nommait « Anna ».

## Descendants possibles
L'historien arménien Nicolas Adontz avance dans son livre L'époque et les origines de l'empereur Basile I (1933) que Léon V et Théodosia sont des ancêtres de Basile Ier. Cette théorie repose en partie sur l'existence d'une ascendance via Constantin VII, un petit-fils de Basile Ier. Ces indications sont également présentes dans les chroniques de Théophane continué.
D'après ces sources, Basile Ier est un fils de paysans. Constantin VII indique que sa mère s'appelait « Pankalo ». Le nom de son père est inconnu. Les noms de Symbatios et Constantin sont suggérés par différents auteurs, car ils sont utilisés pour nommer l'aîné des fils de Basile. Les Byzantins ont en effet coutume d'attribuer au fils aîné les noms de leurs grands-pères.
Le grand-père paternel de Basile se nomme « Maiactes ». Sa grand-mère paternel n'est pas connue bien qu'elle soit identifiée comme une fille de « Léon », un citoyen de Constantinople. Adontz indique que ce Léon était en fait Léon V, ce qui ferait de Léon V et de Théodosia les arrière-grands-parents de Basile Ier.
Adontz suggère également que Constantin VII aurait fait une erreur dans les générations séparant Maiactes et Basile, ce qui suggère que Basile est un arrière-petit-fils de Maiactes et qu'il n'est pas assez vieux pour avoir vu les guerres avec le Kroum de Bulgarie. Léon V et de Théodosia seraient les ancêtres de Basile Ier à la quatrième génération.
Cette théorie recueille le soutien de plusieurs généalogistes, dont l'historien Christian Settipani. Le nom d'« Anna » a été suggéré pour désigner la fille de Léon V et de Théodosia, car il s'agit d'un nom qui fut attribué aux filles de Basile Ier, Léon VI le Sage, Constantin VII et Romain II, presque tous les empereurs se réclamant être les descendants de cette femme.

## Sources
- (en) Cet article est partiellement ou en totalité issu de l’article de Wikipédia en anglais intitulé « Theodosia, wife of Leo V » (voir la liste des auteurs).
- Nicolas Adontz, L'époque et les origines de l'empereur Basile I (1933).
- Warren Treadgold, Le Renouveau Byzantin, 780-842 (1988).